# Моріс Фіцджеральд, 3-й лорд Оффалі

Герб ФітцДжеральдів.

Моріс ФітцМоріс ФітцДжеральд (англ. Maurice FitzGerald, 3rd Lord of Offaly; 1238—1286) — ІІІ лорд Оффалі, ірландський аристократ, англо-норманський феодал в Ірландії, магнат, військовий діяч, юстиціарій Ірландії в 1272—1273 роках.

## Життєпис
Моріс ФітцМоріс ФітцДжеральд народився в 1238 році в Вексфорді (Ірландія). Він був одним із синів Моріса ФітцДжеральда — ІІ лорда Оффалі та Джуліани, прізвище якої невідомо історикам. У нього було три брати — Джеральд (пом. 1243), Томас (пом. 1271), Девід (дата смерті невідома). Моріс був ще відомий під іменем Моріс Мел — Моріс Лисий. Він отримав від батька землі в Коннахті в обмін на баронство Оффалі до 20 травня 1257 року, коли його батько помер в монастирі Йогал.
Але ще до того Моріс ФітцМоріс ФітцДжеральд графиня Лінкольн — Маргарет де Квінсі передала йому на зберігання землі в Оффалі. Титул лорда Оффалі та володіння його батько повинен був успадкувати старший син, але він помер ще до смерті батька у 1243 році. Але він мав сина, який був законним спадкоємцем володінь та титулу лорда Оффалі. Коли він досяг повноліття, Моріс ФітцМоріс почав війну проти інших англо-норманських магнатів Ірландії: він захопив Річарда де ла Рошель — юстиціарія Ірландії, Теобольда Батлера IV, Джона де Когана І (чий син був одружений з сестрою Моріса ФітцДжеральда ІІІ). Захоплення трьох магнатів привели до внутрішньої війни в Ірландії між англо-норманськими аристократами. З одного боку були Геральдини — прихильники ФітцДжеральдів, з іншого боку — коаліція, яку очолили Волтер де Бург та Джеффрі де Дженевіль. Проте на події вплинула друга баронська війна в Англії. Ця війна змусила ворогуючі сторони прийти то тимчасового перемир'я сторони були втягнуті до військових дій в Англії в 1266 році. Моріс ФітцМоріс (Моріс ІІІ) потонув в Ірландському морі в липні 1268 року, титул і землі успадкував його син Джеральд ФітцМоріс ФітцДжеральд (народився 1263 року), що був одружений з Джоан. Джефрі де Дженевіль помер 29 серпня 1287 року і не лишив спадкоємців.
У травні 1265 року Моріс ФітцМоріс ФітцДжеральд був одним із наймогутніших магнатів в Ірландії. Король Англії Генріх III та його син Едвард просили його повідомити про стан речей в Ірландії. Зміцнення Моріса ФітцМоріса було результатом війни геральдинів та Волтера де Бурго — лорда Коннахта, І графа Ольстера. Моріс отримав посаду юстиціарія Ірландії 23 червня 1272 року після смерті попереднього юстиціарія — Джеймса де Одлі 11 червня того ж року. Батько Моріс в свій час служив на цій же посаді в 1232—1245 роках. Сам Моріс ФітцМоріс служив на цій посаді до вересня 1273 року, коли його замінив сер Джеффрі де Дженевіль — сеньйор де Вокулер.
У 1276 році він очолив армію під час війни з ірландськими кланами нинішнього графства Віклоу. До його армії приєдналася армія англійських колоністів Пейлу, якою командував його зять Томас де Клер — лорд Інхіквін та Йол, що отримав титул лорда Томонд. Вони несподівано напали на ірландців, але англійська армія була розбита і понесла важкі втрати.

## Шлюб і діти
Десь в 1288—1259 роках Моріс одружився з Мод де Прендергаст — дочкою сера Джеральда де Прендергаста Бовуара та його дружини, ім'я якої невідоме, але відомо, що вона була дочкою Річарда Мора де Бурга. Разом з Мод Моріс мав дочку:
- Амабель ФітцДжеральд — одружиася, але померла бездітною.

Моріс був третім чоловіком Мод. Коли вона померла — невідомо. У 1273 році Моріс одружився вдруге з Еммелін Лонгеспі (1252—1291) — дочкою Стівена Лонгеспі та Еммелін де Ріделсфорд. З Емелін у нього була одна дочка:
- Джуліана ФітцДжеральд (пом. 24 вересня 1300) — перший раз була одружена з Томасом де Клером — лордом Томонд, з ним у неї було четверо дітей. Вдруге одружилась з Ніколасом Авеленом, втретє одружилась з Адамом де Кретінгесом.

## Смерть
Моріс помер десь до 10 листопада 1286 року в Росс, графство Вексфорд. Після його смерті Еммелін Лонгеспі мала конфлікти з дочкою Джуліаною з приводу спадку та з прийомною дочкою Амабель і з Джоном ФітцДжеральдом по цьому ж питанню. Джон ФітцДжеральд потім отримав титул І графа Кілдер — 14 травня 1316 року. Джон був сином брата Моріса — Томаса та Рогезії де Сент-Майкл. Джон через суд та силою захопив всі землі та маєтки на які претендували Еммелін, Джуліана та Амабель.